# Zelenbreški potok
Zêlenbreški pôtok (tudi Strojnska reka) je levi pritok Meže iz Strojne. Izvira v plitvi dolinici na južnem pobočju Požegovega vrha (1040 m), ki se navzdol hitro spremeni v gozdnato grapo. Po njej teče proti jugu in z obeh strani dobiva številne kratke pritoke iz stranskih grap. Ta del doline je neposeljen, po položnejših pobočjih nad njo pa so raztresene hribovske kmetije, ki pripadajo naseljema Strojna in Zelen Breg, po katerem ima tudi ime. V nadmorski višini ok. 600 m se v dnu doline pojavi ozka naplavna ravnica, nekoliko niže se na njej pojavijo prve domačije. Še nekoliko dolvodno se potok v širokem loku obrne proti vzhodu in nato proti jugovzhodu. V spodnjem toku se dolina nekoliko razširi in v njej so številne nove hiše naselij Stražišče in Tolsti Vrh, nato pa se na spodnjem koncu Raven izliva v Mežo.
Na obeh državnih topografskih zemljevidih se vodotok imenuje Zelenbreški potok, vendar se v lokalnem okolju pogosto imenuje tudi Strojnska reka in Reka, tako da se je težko odločiti, katero ime je ustreznejše. Na starejšem topografskem zemljevidu v merilu 1 : 5000 se potok imenuje Zelenbreški jarek, enako tudi na še starejših jugoslovanskih topografskih zemljevidih. Na še starejših avstrijskih vojaških zemljevidih se potok imenuje Strasische Bach oziroma Reka Bach.
Celotna dolina potoka je izdelana v metamorfnih kamninah (skrilavec, filit, gnajs) Strojne. V njih se je razvila gosta rečna mreža, ki jo sestavljajo številni kratki pritoki v ozkih grapah s strmimi pobočji, s katerih vode prinašajo velike količine plavja in z njim zasipljejo glavno dolino. V zgornjem toku teče Zelenbreški potok deloma po živoskalni podlagi in deloma po prodnih naplavinah, v srednjem in spodnjem toku po lastnih naplavinah, v katere se je mestoma tudi globlje zarezal. To je z vidika poplav ugodno in ker je tudi v tem delu doline naplavna ravnica tik ob potoku večinoma ozka, je v njej tudi razmeroma malo poplavno ogroženih stanovanjskih hiš. Večina novogradenj je bolj ali manj odmaknjena od potoka na nekoliko višjem svetu v dnu doline ali na spodnjem delu pobočij. Čeprav je potok večino časa videti razmeroma majhen in prijazen, se lahko ob močnih nalivih hitro spremeni v deroči hudournik.
Potok teče skoraj v celoti po naravni strugi, bolj ali manj gosto obrasli z obvodnim grmovjem in drevjem. Le na nekaj krajših odsekih v srednjem in spodnjem toku so bili izvedeni hidrotehnični posegi, predvsem zaradi zaščite posamičnih objektov pred rečno erozijo in poplavami. 
V srednjem in spodnjem toku je potok nekoč poganjal mline in žage (npr. Merkačev, Monkov, Španerjev mlin), ki so že pred desetletji drug za drugim utihnili. Po dolini je speljana cesta od glavne ceste ob Meži do naselja Strojna v vršnem delu hribovja. Tik pred izlivom potoka v Mežo prečka dolino železniška proga Dravograd–Pliberk/Bleiburg po kamnitem mostu z dvema obokoma (zgrajen 1861–1863).